# ペトルス・ペレグリヌス
ペトルス・ペレグリヌス（ラテン語: Petrus Peregrinus）またはピエール・ド・マリクール（フランス語: Pierre de Maricourt）は、13世紀フランスの科学者である。1269年に磁気の性質についての著書を著わした。ペレグリヌスは「巡礼者」の意味をもつ。
時代はシャルル・ダンジューによる地中海に及ぶ帝国の建設が進められており、その軍勢に参加して、すでに磁石等に関する技術が当時のヨーロッパに比べてすすんでいたイスラム文化にふれた可能性もある。

## 人物
磁気に関する現存する最古の論文『磁気書簡(Epistola de magnete)』を1269年に書いた。この書において、磁気の引力、磁化作用、南北極の区別などについて実験結果を記している。ロジャー・ベーコンと同時代人で、ベーコンはペレグリヌスを高く評価していた。その著書は300年後のギルバートなどに影響をあたえた。